# Laguna La Granadilla
A  Laguna La Granadilla  é um lago localizado na Guatemala. Localiza-se no departamento de Chiquimula, Município de Esquipulas.